# ファレル・ドブス
ファレル・ドブス（Farrell Dobbs、1907年7月25日 - 1983年10月31日）は、アメリカ合衆国のトロツキー主義者、労働運動家。社会主義労働者党（Socialist Workers Party）の幹部。
ミズーリ州クイーンシティの炭鉱労働者の家に生まれ、ミネソタ州ミネアポリスの高校を卒業後に職を探すためノースダコタ州に向かったが見つからず、ミネアポリスに帰った。
1930年代の大恐慌の間に、彼自身を含めた労働者階級の悲惨な状況を目の当たりにしたドブスの思想は共和党支持の保守主義から急進的なものへと変化した。1933年にドブスはミネアポリスで全米トラック運転手組合に加盟し、何人かのトロツキストと知り合った。
1934年、ドブスはミネアポリスでトロツキスト主導のゼネラル・ストライキ(ミネアポリス・チームスター・ストライキ)に参加し、1939年にはアメリカ共産党から分離したトロツキストのジェームズ・キャノン率いる社会主義労働者党(SWP)に入党した。彼はメキシコに亡命していたトロツキーと知り合いになり、トロツキーが暗殺されるまで短い間交流を続けた。
合衆国が第二次世界大戦に参戦すると、ドブスは戦争に反対したため他のSWPの指導者と共にスミス法違反で逮捕され1944年から45年にかけてサンドストーン刑務所に収監された。釈放後、ドブスはSWPの機関紙｢ミリタント｣の編集者となり、1953年にはキャノンの後任として党首に選ばれ、1948年、52年、56年、60年には大統領選に立候補した。
1960年には党幹部のジョゼフ・ハンセンと共に革命直後のキューバを視察し、フィデル・カストロとチェ・ゲバラ率いるキューバ革命に対する支持を決意した。
ダブスはその後、1972年に党首を辞任したが、死ぬまで党に留まった。